# 詹姆斯·克拉克内尔
詹姆斯·克拉克内尔（英語：James Cracknell，1972年5月5日—），英国前男子赛艇运动员。他曾代表英国参加1996年、2000年和2004年夏季奥林匹克运动会赛艇比赛，获得二枚金牌。